# Franciszek Wejher
Franciszek Wejher (spotykana pisownia nazwiska: Wejher, Waier, Weier, Weyher) herbu Skarzyna (1565 - ?) – najstarszy syn Ernesta Weihera i Anny Ludwiki Mortęskiej, zmarł w Krakowie w młodym wieku, pochowany w kościele dominikanów, dworzanin Zygmunta III
Według innych danych (tekst epitafium) wynika, że zginął w czasie wojny moskiewskiej Zygmunta III, ale brak potwierdzenia tego w innych źródłach.
- Bracia Franciszka Weihera:

Dymitr – kasztelan gdański
Jan – wojewoda chełmiński
Ludwik – podkomorzy chełmiński
Marcin Władysław
Melchior – wojewoda chełmiński